# Sol Romero
Sol Romero (* 1984 in Mexiko-Stadt; bürgerlich Solveig Ellinor Campbell Romero) ist eine in Los Angeles lebende Sängerin und Schauspielerin.

## Biografie
Sie hat eine Schweizer Mutter und einen mexikanischen Vater. Als Sol Romero 13 Jahre alt war, nahm sie erstmals Gesangsunterricht. 1999 zog sie mit ihrer Familie von Mexiko-Stadt in die Touristenstadt San Miguel de Allende, wo sie als Double im Film „Once Upon a Time in Mexico“ mitspielte. Im selben Jahr starb ihr Vater bei einem Verkehrsunfall. 2004 spielte sie im Film „Die Legende des Zorro“ mit. Anschließend ging sie nach London, wo sie Schauspielunterricht an der Royal Academy of Dramatic Art nahm.
2006 heiratete sie den Regisseur Martin Campbell und ließ sich in Los Angeles nieder. Das Paar hat eine gemeinsame Tochter (* 2007).
2007 trat sie mehrmals im Howard Fine Studio in Los Angeles auf. Ebenfalls 2007 realisierte sie in der Schweiz den Kurzfilm „My Name is Arlein“. 2008 schrieb sie die Songs „Running“ und „Missing You“. Im Jahr 2011 entstand Sol Romeros erstes Musikvideo für den Song „BiPolar Love“.  Im September 2011 drehte sie in der Schweiz ihr zweites Video für den Song „Y did you leave“. Dabei traf sie den Schweizer Musiker Florian Ast, der zusammen mit ihr in seinem Schweizer Studio einen von ihm komponierten Song aufnahm. Von August 2012 bis Februar 2013 waren die beiden ein Paar.

## Veröffentlichungen

### Songs
- 2008: Running
- 2008: Missing You
- 2010: BiPolar Love
- 2012: Me Gusta Tu Voz